# Альберт Госсенфельдер
Альберт Госсенфельдер (нім. Albert Hossenfelder; 5 березня 1908, Шпроттау — 17 квітня 1944, Атлантичний океан) — німецький офіцер-підводник, оберлейтенант-цур-зее резерву крігсмаріне (1 лютого 1943).

## Біографія
1 жовтня 1935 року вступив на флот. Після проходження навчання в 1-й батареї 3-го морського артилерійського дивізіону 1 лютого 1936 року звільнений у відставку. З 18 травня по 10 липня 1937 року навчався в училищі берегової артилерії, після чого знову був звільнений у відставку.
З вересня 1939 по травень 1940 року — командир форпостенбота V-109. З липня 1940 року — вахтовий офіцер на форпостенботі «Раєр». З лютого 1941 року — командир корабля в 17-й флотилії форпостенботів. З вересня 1941 по квітень 1942 року пройшов курс підводника. З квітня 1942 року — 2-й вахтовий офіцер на підводному човні U-371. В листопаді-грудні пройшов курс командира човна. З 12 січня 1943 року — командир U-342. 3 квітня 1944 року вийшов у свій перший і останній похід. 17 квітня U-342 був потоплений в Північній Атлантиці південно-західніше Ісландії (60°23′ пн. ш. 29°20′ зх. д.) глибинними бомбами канадського летючого човна «Каталіна». Всі 51 члени екіпажу загинули.

## Нагороди
- Залізний хрест 2-го класу (6 червня 1940)
- Нагрудний знак мінних тральщиків (серпень 1941)